# 耶姆尼采
耶姆尼采是捷克的城鎮，位於該國南部，由維索基納州負責管轄，面積32.42平方公里，海拔高度470米，該鎮在1832年的大火中受到嚴重破壞，2005年人口4,340。

## 外部連結
- （捷克文） Official website （页面存档备份，存于）